# Strackgasse 22/24 (Bad Camberg)

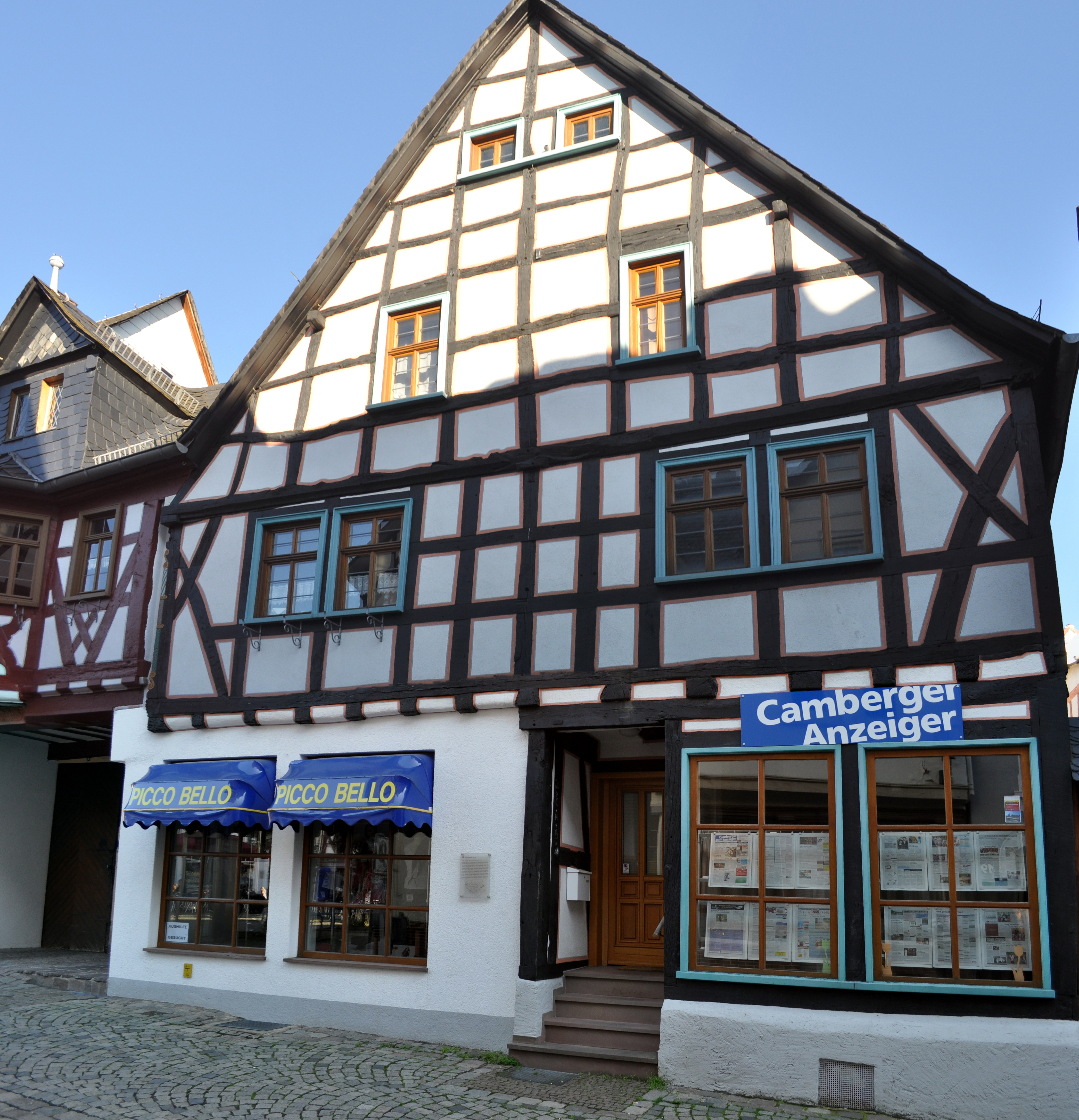
Gebäude Strackgasse 22 in Bad Camberg

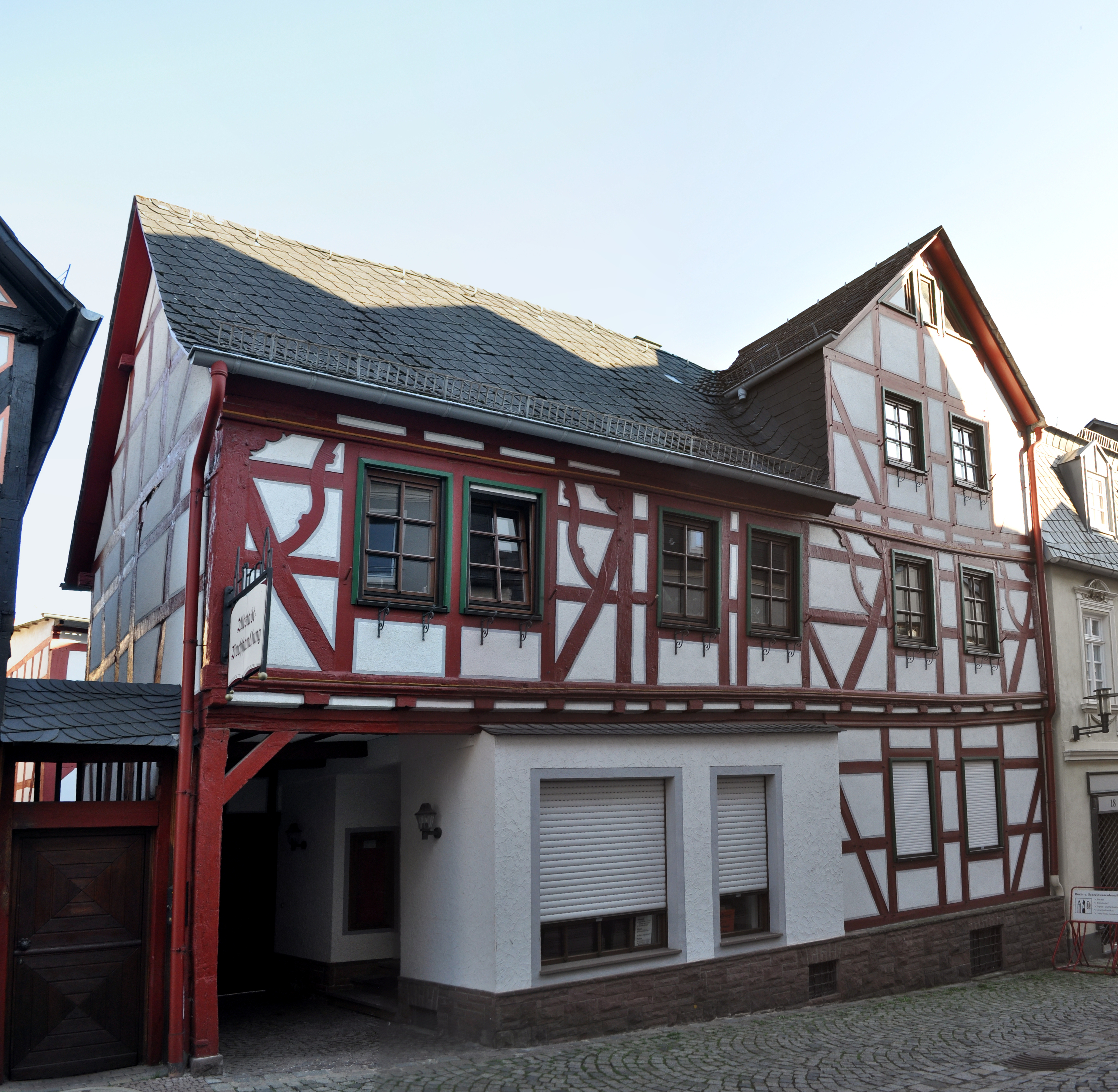
Gebäude Strackgasse 24 in Bad Camberg

Das Gebäude Strackgasse 22/24 in Bad Camberg, einer Stadt im Süden des mittelhessischen Landkreises Limburg-Weilburg, wurde 1537 errichtet. Das Wohn- und Geschäftshaus ist ein geschütztes Kulturdenkmal.
Das giebelständige Fachwerkhaus mit anschließendem Toreinfahrttrakt hat eine Fassade mit durchgehender Firstsäule und kleinen Rechteckgefachen. An den Ecken sind überblattete Bogenstreben sowie ein Hohlkehlprofil am Rähmholz des Obergeschosses vorhanden.
Der zugehörige Toreinfahrtbau entstand um 1700. Er besaß einen dreiseitigen Erker mit Feuerböcken in den Brüstungsgefachen. Das verschieferte Zwerchhaus wurde im 19. Jahrhundert aufgesetzt.
Das Fachwerk wurde im Jahr 1987 freigelegt und teilweise rekonstruiert.